# Lapány
Lapány (korábban Hlapiscsin, horvátul: Hlapičina, németül: Neuhof) falu Horvátországban Muraköz megyében. Közigazgatásilag Muraszerdahely községhez tartozik.

## Fekvése
Csáktornyától 16 km-re északra, községközpontjától Muraszerdahelytől 4 km-re nyugatra a Mura jobb partján  fekszik.

## Története
A települést 1478-ban "Hlapischin" alakban említik először. A csáktornyai uradalomhoz tartozott.
Az uradalommal együtt 1456-ig a Cillei család birtoka volt. Ezután a Cilleiek többi birtokával együtt Vitovec János horvát bán szerezte meg,  de örökösei elveszítették. Hunyadi Mátyás Ernuszt János budai nagykereskedőnek és bankárnak adományozta, aki megkapta a horvát báni címet is. 1540-ben a csáktornyai Ernusztok kihalása után az uradalom rövid ideig a Keglevich családé, majd 1546-ban I. Ferdinánd király adományából a Zrínyieké lett.
Miután Zrínyi Pétert 1671-ben felségárulás vádjával halálra ítélték és kivégezték, minden birtokát elkobozták, így a birtok a kincstáré lett.  1715-ben III. Károly a Muraközzel együtt gróf Csikulin Jánosnak adta zálogba, de a király 1719-ben szolgálatai jutalmául elajándékozta Althan Mihály János cseh nemesnek. 1791-ben gróf Festetics György vásárolta meg és ezután 132 évig a tolnai Festeticsek birtoka volt.
1910-ben 580, többségükben horvát lakosa volt, jelentős magyar kisebbséggel. A trianoni békeszerződésig Zala vármegye Csáktornyai járásához tartozott. 1941 és 1944 között ismét Magyarország része volt.

2001-ben 765 lakosa volt.

## Nevezetességei
Szent Anna tiszteletére szentelt római katolikus temploma 1997-ben épült.